# Guru Har Sahai
Guru Har Sahai è una città dell'India di 14.348 abitanti, situata nel distretto di Ferozepur, nello stato federato del Punjab. In base al numero di abitanti la città rientra nella classe IV (da 10.000 a 19.999 persone).

## Geografia fisica
La città è situata a 30° 43' 0 N e 74° 25' 0 E e ha un'altitudine di 181 m s.l.m..

## Società

### Evoluzione demografica
Al censimento del 2001 la popolazione di Guru Har Sahai assommava a 14.348 persone, delle quali 7.567 maschi e 6.781 femmine. I bambini di età inferiore o uguale ai sei anni assommavano a 1.913, dei quali 1.050 maschi e 863 femmine. Infine, coloro che erano in grado di saper almeno leggere e scrivere erano 8.731, dei quali 4.885 maschi e 3.846 femmine.